# Die digitale Bevormundung
Die digitale Bevormundung ist ein 2024 erschienenes Sachbuch des Hamburger Rechtsanwalts Joachim Steinhöfel. Das Buch erreichte Platz eins in den Bestsellerlisten von Bild und Spiegel in der Rubrik „Sachbuch“.

## Inhalt
Der Schwerpunkt des Buches liegt auf der Darstellung von Prozessen, die der Anwalt selbst geführt und fast immer gewonnen hat. Prozessgegner sind vor allem IT-Giganten aus dem Silicon Valley wie Facebook, Google und X (Twitter). Aber auch gegen die Bundesregierung wurde erfolgreich geklagt. Streitgegenstand sind meist rechtswidrig gelöschte Meinungsäußerungen auf sozialen Plattformen und die Aufhebung von in diesem Zusammenhang verhängten Nutzersperren.
Darüber hinaus werden führende deutsche Politiker und Spitzenbeamte für ihre Haltung zur Meinungsfreiheit kritisiert. Steinhöfel berichtet von seinen positiven, aber auch negativen Erfahrungen mit deutschen Gerichten und scheut sich nicht, einzelne Richter scharf zu rügen.

### Inhaltsverzeichnis
Auflistung der Kapitel samt Unterkapiteln

### Testimonials
Der Abschnitt enthält auf 1,5 Seiten 14 kurze und positive Referenzen über Joachim Steinhöfel.
Die Bewertungen stammen aus den Jahren 2006 bis 2023 und wurden größtenteils von großen Zeitungen getätigt (NZZ, Handelsblatt, BZ, Bild, FAZ, WELT, Frankfurter Allgemeine Sonntagszeitung, Die Weltwoche, WirtschaftsWoche online).

### Vorwort von Henryk M. Broder: Ein Aktionskünstler mit juristischem Staatsexamen
Der Publizist und Buchautor Henryk M. Broder schildert im Vorwort, wie der Rechtsanwalt ihn in einem Prozess wegen Beleidigung vor dem Amtsgericht in Duisburg erfolgreich und unterhaltsam verteidigte.
Er lobt die Sprachkraft, Schlagfertigkeit und Sachkunde des Anwalts. Selbst wenn er einmal einen Prozess verlieren würde, verließe er den Gerichtssaal als Gewinner.

### Grundsätzliches
Steinhöfel beziffert seine Erfolgsquote in den Prozessen gegen soziale Medien auf über 90 Prozent. Er strebe Grundsatzurteile an, um Nutzern zu helfen, ihre Rechte gegen Monopolisten durchzusetzen. Sein Ziel sei es, dass weder Konzerne noch selbsternannte Tugendwächter darüber entscheiden dürfen, was gesagt werden darf. Er möchte den Menschen zeigen, dass sie gegenüber wirtschaftlichen Giganten und der „arroganten Politik“ nicht wehrlos sind. Sein Anliegen sei es, die Grundrechte und dabei insbesondere die Meinungsfreiheit zu verteidigen.

### 1. Mit den mächtigen IT-Giganten und dem Staat vor Gericht
Mit 99 Seiten ist dies das umfangreichste Kapitel des Buches.
In 25 Unterkapiteln werden Fälle dargestellt, in denen Nutzer sozialer Medien eingeschränkt wurden.
Beiträge wurden gelöscht und/oder führten zu Nutzersperren. Steinhöfel zeigt, wie er erfolgreich vor Gericht gegen die Lösch- und Sperrpraxis großer Konzerne vorgeht.

#### #1 Wie Facebook Spenden für „Impfgerechtigkeit“ erschwindelte
Im April 2021 startete Facebook eine Spendenaktion, um Geld für Impfstoffe gegen Covid-19 zu beschaffen. Im gleichen Monat erfuhr die Heilpraktikerin Nadine H. zufällig, dass sie von Facebook unter Nennung ihres Vor- und Zunamens als Spenderin geführt wurde. Aber weder hatte sie gespendet noch war sie damit einverstanden, als Spenderin genannt zu werden. Das Amtsgericht Potsdam untersagte dem Unternehmen rechtskräftig dieses Täuschungsmanöver. Steinhöfel unterstellt Facebook, mit unlauteren Methoden die Spendenbereitschaft seiner Nutzer steigern zu wollen.

#### #2 Facebook löscht mit politischer Schlagseite – Inhalte des Deutschen Bundestages als Hassrede entfernt
Im Frühjahr 2018 wurde eine Petition „Kritik an der Flüchtlingspolitik der Bundesregierung“ auf der Internetseite des Parlaments veröffentlicht, nachdem diese zuvor vom Petitionsausschuss auf ihre Zulässigkeit geprüft wurde. Ein Nutzer zitierte die Petition auf Facebook und warb für die Unterzeichnung derselben. Als Konsequenz wurde das Posting wegen „Hassrede“ gelöscht und der Nutzer für 30 Tage gesperrt. Der Nutzer bekam Unterstützung von der neugegründeten Initiative „Meinungsfreiheit im Netz“ und setzte sich juristisch zur Wehr. Er gewann sowohl im Eil- als auch im Hauptsacheverfahren.

#### #3 Homophobie und Einknicken vor militantem Islam
Als „Zeichen der Solidarität mit LGBTIQ-Personen in muslimischen Communitys“ postete der islamkritische Aktivist Amed Sherwan im Dezember 2020 auf Instagram und Facebook eine Fotomontage, die ihn küssend mit dem ägyptischen Atheisten Mohamed Hisham vor der Kaaba zeigt. Es folgten massenhaft Beleidigungen (überwiegend aus Pakistan), Aufrufe, den Beitrag bei Facebook und Instagram zu melden und sogar konkrete Morddrohungen. Beide Plattformen gaben nach und löschten nicht nur den kritisierten Beitrag, sondern sperrten auch Sherwans Account. Mit finanzieller Unterstützung der Giordano-Bruno-Stiftung und von Meinungsfreiheit im Netz erzielte er vor dem Landgericht Flensburg einen juristischen Erfolg und Facebook musste die gesamten Kosten des Verfahrens tragen. Laut Steinhöfel ist dies kein Einzelfall, sondern es komme immer wieder vor, dass islamistische Netzwerke und die Anhänger des türkischen Präsidenten Erdogan versuchten, Ex-Muslime und Islamkritiker auf den sozialen Medien zum Schweigen zu bringen.

#### #4 Facebook behauptet vor Gericht: Preisgekrönte ARD-Serie verharmlost den Holocaust
Im Jahr 2010 begann die Ausstrahlung der deutschen Satiresendung Entweder Broder. Für ihre Leistungen wurden die beiden Protagonisten Henryk M. Broder und Hamed Abdel-Samad mit dem Bayerischen Fernsehpreis ausgezeichnet. Auch die FAZ äußerte sich sehr positiv. 2019 postete ein Facebook-Nutzer aus Stuttgart einen 5-minütigen Ausschnitt, der Broder vor dem Denkmal für die ermordeten Juden Europas zeigt. Dieser Ausschnitt wurde von Facebook als Hassrede eingestuft, der Post gelöscht und der Nutzer für 30 Tage gesperrt. Vor dem Landgericht Stuttgart verteidigten die Anwälte der Kanzlei White & Case für Facebook die Einstufung als Hassrede mit der Begründung, der Ausschnitt verharmlose den Massenmord an den Juden. Da Broders Eltern als Juden in Konzentrationslagern inhaftiert waren, hält Steinhöfel die Behauptung, Broder verharmlose den Holocaust, für unverschämt und dumm. Das rechtskräftige Urteil gab dem von „Meinungsfreiheit im Netz“ unterstützten Nutzer Recht und hob die Löschung und Sperrung auf.

#### #5 Youtube gesteht im Prozess: Wir löschen auf Zuruf
Im September 2020 wurde auf YouTube das Video „Broders Spiegel: Konsequenter Antifaschismus“ veröffentlicht. (Im Anhang des Buches ist der vollständige Text des Videos abgedruckt.) YouTube löschte es, nachdem andere Nutzer das Posting als Hassrede beanstandet hatten. Vor dem Landgericht Stuttgart verteidigte YouTube die Löschung mit Verweis auf die Einstufung als Hassrede durch seine Nutzer. Kein vernünftiger Mensch würde dieses Video als Hassrede einstufen, meint dagegen Steinhöfel. Eine eigene Prüfung habe der Konzern offenbar nicht für nötig gehalten und verlor folgerichtig den Prozess.

#### #6 Wer zum Teufel hat Sie gewählt
Im Jahr 2020 veröffentlichte die New York Post Emailverkehr von Hunter Biden, der ihr zugespielt worden war. Die Mails stammten von Hunter Bidens Laptop, der später vom FBI beschlagnahmt wurde. Der Artikel war nicht nur für ihn brisant, sondern auch für seinen Vater Joe Biden, der sich im Wahlkampf befand und im November 2020 zum Präsidenten gewählt werden sollte. Für ihn war es daher gut, dass Facebook und Twitter in die Pressefreiheit eingriffen, indem sie die Verbreitung des Artikels auf ihren Plattformen massiv oder komplett verhinderten. Im Handelsausschuss wurde dem damaligen Twitter-Chef Jack Dorsey von dem gewählten Senator Ted Cruz mit der rhetorischen Frage „Who the hell elected you?“ die Entscheidungsgewalt zur Zensur abgesprochen. Auch in Deutschland wurde die Verbreitung des Artikels von Twitter mit der Begründung „potenziell schädlich“ unterbunden. Steinhöfel zog 2021 mit Unterstützung von „Meinungsfreiheit im Netz“ vor das Landgericht Köln und gewann. Twitter legte Berufung ein, zog diese aber wieder zurück, nachdem es vom OLG Köln darauf hingewiesen wurde, dass es die Berufung für „offensichtlich unbegründet“ erachte und beabsichtige, sie zurückzuweisen.

#### #7 Hamed Abdel-Samad: Von Bundespräsident Gauck gelobt, von Facebook als Hassredner gelöscht
Im November 2018, als Hamed Abdel-Samad gerade in Berlin an der Islamkonferenz teilnahm, wurde er für drei Tage von Facebook gesperrt und ein Beitrag von ihm gelöscht. Das Posting ist im Buch vollständig abgedruckt und äußert Kritik an den islamischen Communitys in Deutschland: Viele Muslime seien Feiglinge und Heuchler, weil sie zwar die rechte Ideologie von Bio-Deutschen kritisierten, aber kaum Kritik an reaktionären Islamverbänden, den nationalistischen Grauen Wölfen und den patriarchalischen Strukturen in der eigenen Familie äußerten. Der Text gefällt sicherlich nicht jedem und das Landgericht Berlin lehnte eine einstweilige Verfügung gegen Facebook zunächst ab und begründete dies mit den im Text enthaltenen Wörtern „Feigling“ und „Heuchler“. Diese stellten eine Beleidigung dar. Steinhöfel warf dem Gericht für diese Einschätzung „sprachliche und rechtliche Inkompetenz“ vor. Das Landgericht verkenne den grundrechtlichen Schutz der Meinungsäußerungsfreiheit. Noch vor einem endgültigen Beschluss stellte Facebook den Beitrag wieder her und behauptete, der Text bewege sich „an der Grenze zur Hasskriminalität“. Die Löschung und Sperre vermochten das Gericht „kaum zu überzeugen“. Zwei Jahre später verließ Abdel-Samad die Islamkonferenz und begründete dies in einem offenen Brief.

#### #8 Böhmermann und die Denunzianten
Im September 2019 spielte Jan Böhmermann im ZDFneo mit folgender Entgleisung auf die verheerenden Luftangriffe auf Dresden an: „In Sachsen stimmten über 27 Prozent der Wähler und Wählerinnen für die AfD. Das einzige, was dieses Bundesland jetzt noch retten kann, ist eine Koalition aus Roter Armee und Royal Air Force. ...“ Der Blogger Hadmut Danisch kommentierte auf Twitter: „Liebe Sachsen, das zwangsbeitragsfinanzierte #ZDF möchte Euch gerne bombardieren, Dresden niederbrennen. Sterbt schön.“ Zunächst wurde die Löschung des Tweets abgelehnt, doch als sich immer mehr Anhänger Böhmermanns oder Denunzianten, wie Steinhöfel sie nennt, beschwerten, gab Twitter schließlich nach. Nach Abmahnung hob Twitter die Löschung wieder auf und entschuldigte sich.

#### #9 Männer sind Schweine
Ein harmloses Motiv des Geschenkartikel-Produzenten Sheepworld postete Jürgen M. aus Essen auf Facebook. Der Comic wurde wegen „Hassrede“ gelöscht. Vor dem Landgericht Essen ließ Meta die Löschung durch eine internationale Großkanzlei verteidigen. Der Beitrag könne bei isolierter Betrachtung einer darin enthaltenen Aussage („Männer sind Schweine!“) als Herabwürdigung verstanden werden. Der Facebook-Nutzer wurde von „Meinungsfreiheit im Netz“ unterstützt und gewann den Prozess. Steinhöfel fragt sich, warum ein Konzern, statt seinen Fehler einzugestehen, es vorzieht, sich vor Gericht demütigen zu lassen. Und er rät Anwälten, nicht nur an die Gebühren, sondern auch an die eigene Reputation  zu denken.

#### #10 Corona, Abstandscoach und dumme Deutsche
Als Corona-Bekämpfungsverordnungen in Kraft traten, die einen Mindestabstand von 1,5 m für Menschen im Freien vorschrieben, wurden in Schleswig-Holstein und anderen paternalistischen Bundesländern „Abstandscoaches“ zur Durchsetzung eingesetzt. Ein Facebook-Nutzer postete ein Bild von zwei Abstandscoaches im Einsatz und kommentierte dies mit: „Nüscht könnse allein, die dummen Deutschen (Sarkasmus off)“ Wegen „Hassrede“ wurde der Beitrag gelöscht und der Nutzer für 30 Tage gesperrt. Der Nutzer klagte dagegen und gewann das Verfahren.

#### #11 Wie Facebook den Nutzern eine Beschwerdemöglichkeit vorgaukelt
Bevor der Facebook-Nutzer aus dem vorherigen Abschnitt („Abstandscoach“) vor Gericht zog, legte er bei Facebook Widerspruch ein. Wie es gesetzlich vorgeschrieben ist, prüfte Facebook den Einwand und wies ihn nach nur 3 Minuten zurück. Das Amtsgericht München kam daher zu dem Schluss, dass Facebook keine wirkliche Prüfung vorgenommen, sondern diese lediglich vorgetäuscht habe. Der von „Meinungsfreiheit im Netz“ unterstützte Nutzer gewann daher das Verfahren.

#### #12 Helmut Qualtinger liest »Mein Kampf«
In den 1970er Jahren rezitierte Helmut Qualtinger aus Adolf Hitlers Mein Kampf. „Er entlarvt den menschenverachtenden Größenwahn des Diktators“, urteilte der Suhrkamp Verlag, der auch eine DVD einer solchen Lesung vertreibt. Viele andere Pressestimmen äußerten sich ähnlich positiv. Auf Youtube sind Ausschnitte solch einer Lesung zu sehen, die aus einer Koproduktion von ORF und ZDF stammen. Zwischenzeitlich wurden diese gelöscht und der Kanal des Nutzers gesperrt. Vor dem Landgericht Ellwangen verteidigte YouTube sein Vorgehen mit im Film enthaltenen "volksverhetzenden Äußerungen i. S. d. § 130 StGB". Ein primitiver Computeralgorithmus mag zu so einer Fehleinschätzung kommen, aber wenn diese Auffassung vor Gericht vertreten werde, dann stecke Unternehmenspolitik dahinter, schlussfolgert Steinhöfel. Auch das Gericht ließ sich von YouTubes plumper Argumentation nicht überzeugen, sondern entschied zugunsten des Nutzers.

#### #13 Barbie, Hidschab, Hass und der Präsident des Bundesverfassungsgerichts
Im November 2017 wurde Birgit Kelle von Facebook gesperrt, nachdem sie über eine Barbie mit Kopftuch des Spiewarenherstellers Mattel gepostet hatte: „Toll! Und jetzt noch das Barbie-Spielhaus, um lustig nachzustellen, wie Ken seine Barbie auspeitschen oder steinigen lässt, weil sie den Hidschab abgelegt hat. Frauenunterdrückung ist kein Spielplatz @Mattel“ Scharfe Kritik kam aus der CDU/CSU und Stephan Harbarth, der jetzige Präsident des Verfassungsgerichts, sprach den Betreibern sozialer Netzwerke das Recht ab, darüber zu entscheiden, welche Äußerungen in einer freien Gesellschaft akzeptabel seien. Steinhöfel konnte Facebook in seiner Funktion als Anwalt umstimmen.

#### #14 Die Gerichtssprache ist deutsch
Im September 2022 wurde der politische Blog „Die Achse des Guten“ von Twitter gelöscht. Mitbegründer des Blogs ist Henryk M. Broder, der von Steinhöfel als Ausnahmejournalist bezeichnet wird. Vor Gericht ließ sich Twitter von einer internationalen Großkanzlei vertreten. Um deren „Qualität“ beurteilen zu können, ist im Buch folgender Auszug aus der Klageerwiderung der Kanzlei abgedruckt: „Twitter International ist bestrebt, die kollektive Gesundheit, Offenheit und Höflichkeit der öffentlichen Konversation zu verbessern und sich selbst öffentlich für den Fortschritt verantwortlich zu machen.“ Offensichtlich waren sich die Anwälte nicht zu schade, maschinenübersetzte und sinnfreie PR-Texte zu verwenden. Steinhöfel fragte deshalb schriftlich nach, was dieser Text zu bedeuten habe und verwies zum Spaß nebenbei auf § 184 GVG (›Die Gerichtssprache ist deutsch‹).

#### #15 Heinrich Heine, Hassrede und ein Richter im trägerlosen Unterhemd
Im längsten Unterkapitel des Buches geht es vor allem um das folgende Gedicht von Heinrich Heine, das von Facebook vermutlich tausendfach als „Hassrede“ gelöscht wurde:

„Der Deutsche gleicht dem Sklaven, der seinem Herrn gehorcht, ohne Fessel, ohne Peitsche, durch das bloße Wort, ja durch einen Blick. Die Knechtschaft ist in ihm selbst, in seiner Seele; schlimmer als die materielle Sklaverei ist die spiritualisierte. Man muß die Deutschen von innen befreien, von außen hilft nichts.“

##### Richterschelte
Wo es Richtern nicht gelingt „Recht zu sprechen“, hält Steinhöfel deutliche Kritik für zulässig und notwendig. Er verweist auf einen Artikel in der FAZ, in dem Kritik an der Rechtsprechung als Lebenselixier einer freiheitlichen Gesellschaft erachtet wird. Anlass des Zeitungsartikels war die geschmacklose Richterschelte von Frank Ulrich Montgomery („Kleine Richterlein“). Steinhöfel, der über 10.000 Zivilprozesse führte, hat schon in jedem Bundesland unhaltbare Urteile erlebt. Besonders Bremen sticht negativ hervor. Er vermutet eine mangelhafte Ausbildung, ein miserables Bildungssystem oder die Besetzung des Richterwahlausschusses der Stadt, die seit über 70 Jahren von derselben Partei regiert wird.

##### Richterliches Totalversagen in Stralsund
Helge S. veröffentlichte das Heine-Zitat im Oktober 2020 auf Facebook. Stunden später war es wegen „Hassrede und Herabwürdigung“ gelöscht und der Nutzer gesperrt. Die Klage dagegen hatte am Amtsgericht Stralsund keinen Erfolg. Der Amtsrichter Andreas H. ist Mitglied der CDU und sitzt im Gemeinderat des Ostseebades Binz. Im Buch kritisiert Steinhöfel den Urteilsspruch scharf. Er vermutet fachliche Überforderung und untermauert dies mit dem LinkedIn-Profil des Richters, der sich dort im ärmellosen Schiesser-Unterhemd und mit halbnacktem Oberkörper auf der Plattform für Geschäftskontakte präsentiert. Die Berufung vor dem Landgericht Stralsund blieb erfolglos. Steinhöfel spricht dem Landgericht wegen seiner in sich widersprüchlichen Begründung jegliche Kompetenz ab.

##### Amtsgericht Itzehoe: Löschung von Heine-Zitat rechtswidrig
Helge P. aus der Nähe von Itzehoe postete im April 2021 das Zitat von Heine. Der Beitrag wurde gelöscht und die Beschwerde des Nutzers zurückgewiesen. Steinhöfel erwirkte eine einstweilige Verfügung des Amtsgerichts Itzehoe, die Facebook im Juni 2021 anerkannte. Als der Nutzer das Zitat im Oktober 2022 erneut veröffentlichte und es wieder gelöscht wurde, verhängte das Gericht ein Ordnungsgeld von 20.000 Euro.

##### Erneuter »Heine-Prozess«in Erfurt
Im April 2021 postete Karla W. aus Weimar das Heine-Zitat, das Facebook umgehend löschte. Das Landgericht Erfurt erließ eine einstweilige Verfügung, gegen die Facebook ein halbes Jahr später Widerspruch einlegte. Als die Nutzerin das Zitat im Februar 2022 erneut postete und es erneut gelöscht wurde, verhängte das Landgericht ein Ordnungsgeld von 10.000 Euro gegen Facebook. Das Thüringer OLG bestätigte das Urteil.

##### Das Heine-Zitat beschäftigt das Landgericht Dresden
Ebenfalls im April 2021 postete Stefan S. aus Dresden das Heine-Zitat, das noch am selben Tag gelöscht wurde. Nach einer Abmahnung erklärte Facebook dem Landgericht Dresden, dass der Beitrag mittlerweile wieder freigeschaltet sei und versprach, einen entsprechenden Beitrag künftig nicht mehr zu löschen.

##### Heine wird bundesweit immer wieder gelöscht - Landgericht Berlin entscheidet
Ebenfalls im April 2021 postete der Blog „Die Achse des Guten“ einen Beitrag, der das Heine-Zitat enthielt und der gelöscht wurde. Das Landgericht Berlin erließ eine einstweilige Verfügung gegen Facebook.

##### Facebook zeigt sich unbeeindruckt und löscht Heine immer weiter
Im Mai 2023 postete Klaus K. das Heine-Zitat, das wiederum gelöscht wurde. Vor dem Landgericht Berlin ließ sich Facebook durch die internationale Kanzlei Freshfields vertreten und erklärte, die Löschung sei irrtümlich erfolgt. Dabei hatte Facebook bereits vor dem Landgericht Stralsund in der Heine-Sache erklärt: „Eine erneute Entfernung ... ist weder beabsichtigt noch zu befürchten.“ Obwohl Steinhöfel die Serie von Löschungen und rechtskräftigen Bestrafungen von 2020 bis Sommer 2023 schilderte, wiesen die Stralsunder Richter die Berufung einstimmig und sogar ohne Verhandlung ab. Die anderen Verfahren fielen für Steinhöfel dagegen positiv aus. Im Fall „Achse des Guten“ gab das Berliner Landgericht eine Ehrenerklärung zugunsten Heines ab: „Seine Sprache ist weder gewalttätig noch menschenverachtend und seine Äußerung ist nicht ausgrenzend oder isolierend.“ Ein anderer Richterspruch belege, so Steinhöfel, dass Facebook vorsätzlich Rechtsbruch und Selbstjustiz begehe und er zitiert die Washington Post, die die IT-Giganten mit dem organisierten Verbrechen vergleicht:

“How the legal fight against big tech is like the fight against organized crime.”

#### #16 Der Staat gegen Julian Reichelt
Den Titel dieses Buchabschnitts hat sich der Autor nicht selbst ausgedacht, wie Steinhöfel zugibt, sondern die für diesen Fall optimale Artikelüberschrift stammt von dem FAZ-Journalisten Michael Hanfeld. Hier geht es einmal nicht um Plattformen, sondern, wie es Steinhöfel ausdrückt, um einen noch mächtigeren Gegner der Meinungsfreiheit: den Staat, die Bundesrepublik Deutschland Konkret geht es um Svenja Schulze, die Bundesministerin für wirtschaftliche Zusammenarbeit und Entwicklung, die im August 2023 den Journalisten Julian Reichelt wegen folgender Aussage aus einem Tweet, die angeblich eine falsche Tatsachenbehauptung sei, abmahnte: „Deutschland zahlte in den letzten zwei Jahren 370 Millionen Euro (!!!) Entwicklungshilfe an die Taliban (!!!!!!)“ Im selben Tweet bezeichnete Reichelt die Regierung als „Irrenhaus“. Steinhöfel hingegen hält die Aussage für eine zulässige Meinungsäußerung und verweist auf eine sinngemäß ähnliche Äußerung aus dem Auswärtigen Amt: „Klar sei, dass wir uns mit der internationalen Hilfe nicht zum Handlanger der Taliban machen können, ...“ Weitere Beispiele zu Äußerungen über Entwicklungshilfe, diesmal von Journalisten, folgen:
- Anne Gellinek vom ZDF (3. September 2021): „Geld für die Taliban, gegen die man 20 Jahre gekämpft hat - warum?“
- Alan Posener von der Welt (19. Dezember 2023): „Warum bekommen China, Indien, Brasilien und Südafrika Geld? Warum die Taliban?“

Gegen diese Journalisten sei nicht gerichtlich vorgegangen worden. Steinhöfel wirft daher die Frage auf, ob es sich um eine Einschüchterungsstrategie des Staates gegenüber missliebigen Journalisten handelt und welche Wirkung dies auf den normalen Nutzern hat. Können sich Bürger, die ihr Recht auf Meinungsäußerung ausüben, vor dem allmächtigen Staat noch sicher fühlen? Das Kammergericht Berlin erließ im November 2023 eine einstweilige Verfügung gegen Reichelt. Steinhöfel konterte mit einer Verfassungsbeschwerde und im April 2024 entschieden drei Richter (Stephan Harbarth, Ines Härtel, Martin Eifert) einstimmig zugunsten von Reichelt.
Steinhöfel wertet den Beschluss als „großes, rotes Stoppschild“ für:
- Innenministerin Nancy Faeser, die Bürgern, die angeblich den Staat verhöhnen (kritisieren), droht, sie würden es mit einem starken Staat zu tun bekommen.
- Familienministerin Lisa Paus, die mit dem Demokratiefördergesetz missliebige Weltanschauungen bekämpfen möchte.
- Verfassungsschutzpräsident Thomas Haldenwang, der Sprachmuster ausmerzen will und der behauptet, die Meinungsfreiheit sei kein Freibrief für Verfassungsfeinde. (Dem widerspricht Karl-Heinz Ladeur in einem Artikel der FAZ[32])
- Robert Habeck, der in seinem Auftaktstatement zur Klausurtagung von Bündnis 90/Die Grünen am 27. Februar 2024 die „politische Polemisierung“ einen „Angriff auf die Demokratie“ nannte. Mit dieser Aussage sieht Steinhöfel den Vizekanzler nicht mehr auf dem Boden des Grundgesetzes und begründet dies mit der Entscheidung des Verfassungsgerichtes, „der Staat [hat] grundsätzlich auch scharfe und polemische Kritik auszuhalten“.

Zahlreiche Medien berichteten über das Urteil und der Bundestagsvizepräsident Wolfgang Kubicki kommentierte hocherfreut auf Facebook: „Das ist ein guter Tag für die Meinungsfreiheit ...“

#### #17 Der Staat hat immer recht: YouTube und die Richtlinie zu medizinischen Fehlinformationen über COVID-19
Während der Corona-Krise hat Google/YouTube seinen Nutzern Vorgaben gemacht (Stand September 2023):

„Auf Youtube sind keine Inhalte erlaubt, die ein ernsthaftes Risiko für körperlichen Schaden bergen, indem medizinische Fehlinformationen verbreitet werden, die im Widerspruch zu den Informationen der Weltgesundheitsorganisation (WHO) oder lokaler Gesundheitsbehörden zu bestimmten Gesundheitszuständen und Substanzen stehen.“

Steinhöfel hält diese Richtlinie für einen Verstoß gegen die Wissenschafts-, die Meinungs- und Pressefreiheit.
Er gibt zu bedenken, dass die meisten Mitgliedsländer der WHO keine Demokratien seien und dass Tedros Adhanom Ghebreyesus mit maßgeblicher Unterstützung Chinas zum Generaldirektor der WHO gewählt worden sei. Auch die ÄrzteZeitung stellt in einem kritischen Beitrag die Frage: „WHO nur noch Spielball der Supermächte?“  Dies ist ein weiterer Grund, warum Steinhöfel eine pauschale Bezugnahme der sozialen Medien auf die WHO für unvertretbar hält.

##### Nach der Richtlinie von YouTube dürfen deren Nutzer nur das sagen, was der Staat erlaubt
Der Journalist Peter Grimm hat die Corona-Regeln in einem Artikel zusammengefasst. Er hält sie für autoritär, da neue Erkenntnisse über das Virus nicht im Vorfeld diskutiert werden dürften, sondern erst nach einer amtlichen Bekanntmachung.

##### Die Behörde hat immer recht. Man kennt das aus der DDR
Zeitweise war es auch verboten, auf Youtube zu behaupten, ein zugelassener Impfstoff gegen COVID-19 führe zu Tod, Unfruchtbarkeit und anderen Krankheiten. Über Impfrisiken zu sprechen, war also regelkonform nicht möglich. Grimm fragt sich: „Man möchte einfach nicht glauben, dass sich Menschen, die in einer freien westlichen Gesellschaft sozialisiert wurden, solche Regeln ausdenken.“

#### #18 Johann Joseph Görres, der Hassredner der Konrad-Adenauer-Stiftung
Johann Joseph Görres, der Gründer der Zeitung Rheinischer Merkur, wurde 1816 Opfer der preußischen Zensur, da er sich für Freiheit und Einheit eines künftigen deutschen Reiches starkmachte. Görres wird von der Konrad-Adenauer-Stiftung als weltanschaulicher Vorläufer der CDU eingestuft. Er legte Napoleon folgendes Zitat in den Mund:

„Es gibt kein gutmütigeres, aber auch kein leichtgläubigeres Volk als das deutsche. Zwiespalt brauchte ich unter ihnen nie zu säen. Ich brauchte nur meine Netze auszuspannen, dann liefen sie wie ein scheues Wild hinein. Untereinander haben sie sich gewürgt, und sie meinten, ihre Pflicht zu tun. Törichter ist kein anderes Volk auf Erden. Keine Lüge kann grob genug ersonnen werden: Die Deutschen glauben sie. Um eine Parole, die man ihnen gab, verfolgten sie ihre Landsleute mit größerer Erbitterung als ihre wahren Feinde.“

Viele Facebook-Nutzer posteten das Zitat und wurden dafür wegen „Hassrede“ gesperrt oder ihr Beitrag gelöscht. So erging es auch im September 2019 einer Frau aus Hamburg und einem Mann aus Dresden. Für das gleiche „Vergehen“ wurden sie unterschiedlich hart bestraft. Auch die Gerichte beurteilten den Fall sehr unterschiedlich. Das Landgericht Dresden erließ zügig eine einstweilige Verfügung und als sich Facebook dieser nicht beugen wollte, erging im Juni 2021 ein Urteil in der Hauptsache zugunsten des Nutzers. Das Landgericht Hamburg hingegen wies die Klage der Nutzerin ab. In der Berufung revidierte das OLG Hamburg diese Entscheidung und verurteilte Facebook im Juli 2022. Das Gericht wirft Facebook vor Kontosperrungen vorzunehmen, obwohl der Konzern gewusst habe, dass dafür „keine rechtliche Grundlage besteht“. Die Bild-Zeitung berichtete über das Urteil und zitierte Steinhöfel mit den Worten: „Facebook ist laut OLG Hamburg ein vorsätzlicher, serienmäßiger Rechtsbrecher. Der IT-Riese ebnet unter Missachtung rechtsstaatlicher Grundsätze die Meinungsfreiheit auf seinen Plattformen ein.“
Einen Tag nach dem Urteil schlug Facebook erneut wegen des Görres-Zitats zu. Diesmal gegen einen Nutzer aus Dortmund. Das Landgericht Dortmund erließ kurzfristig eine einstweilige Verfügung, die Facebook im August 2023 anerkannte.

#### #19 YouTube löscht #allesdichtmachen aus seinen Suchergebnissen
Im April 2021 wurde die Corona-Politik der Bundesregierung von ca. 50 Schauspielern auf dem YouTube-Kanal #allesdichtmachen kritisiert. „Dank Corona habe ich gelernt zu schweigen“, sagt eine Schauspielerin der Aktion in ihrem Videoclip. Der WDR-Rundfunkrat Garrelt Duin verlangte zunächst berufliche Konsequenzen für die Beteiligten, zog die Forderung aber nach heftiger Kritik wieder zurück. Nur wenige Tage nach der Veröffentlichung entfernte YouTube den Kanal aus den Suchergebnissen. Fast zeitgleich wurde die Vorstandsvorsitzende von YouTube Susan Wojcicki mit dem „Free Expression Award“ (Preis für freie Meinungsäußerung) ausgezeichnet. Das US-Nachrichtenmagazin Newsweek wies in einem Artikel darauf hin, dass diese Auszeichnung von YouTube selbst finanziert wurde. Wojcicki wird mit der Absicht zitiert, die Nutzer vor schädlichen Inhalten zu schützen. Steinhöfels Abmahnung gegen YouTube war erfolgreich und der Kanal erschien wieder als erster Treffer bei der Suche nach „allesdichtmachen“.

#### #20 Die Deutschen sind Schafe
Frau M. aus der Nähe von Heilbronn postete auf Facebook den kurzen Text: „Ich lese gerade mal wieder die 'Farm der Tiere'. Die deutsche Mehrheit sind [Bild von 3 winzigen Schafen]“ Der Beitrag wurde gelöscht. Das Landgericht Heilbronn klassifizierte Farm der Tiere und 1984 von George Orwell als Klassiker der Weltliteratur und wies darauf hin, dass mit Hilfe dieser Bücher häufig Parallelen im politischen Journalismus gezogen würden. Das Gericht bewertete den Beitrag aufgrund der Schafsbilder als harmlos und spielerisch und erließ eine einstweilige Verfügung gegen Facebook. Die Nutzerin informierte auf Facebook über ihren juristischen Erfolg: „Herr Steinhöfel und der klasse Fond 'Meinungsfreiheit im Netz' haben gerade (m)einen Fall gewonnen.“ Sie erwähnte noch, woran Facebook Anstoß genommen hatte, indem sie den Originaltext inklusive der Schafe zitierte. Facebook löschte erneut und wurde dafür vom Landgericht Heilbronn mit einem Ordnungsgeld von 15.000 Euro belegt, das vom Oberlandesgericht Stuttgart im Januar 2022 bestätigt wurde.

#### #21 Antiseminitischer Boykottaufruf gegen Pressefreiheit. Und X (Twitter) hält die Steigbügel
Im Sommer 2022 schließen sich einige antisemitische Aktivisten anonym auf Twitter zusammen um dem auch anzeigenfinanzierten Presseorgan „Die Achse des Guten“ mit hunderten von Boykottaufrufen die wirtschaftliche Grundlage zu entziehen und es so mundtot zu machen. Etliche der angeschriebenen, deutschen Großunternehmen kommen der Aufforderung bereitwillig nach:
- Aktion Mensch: „... vielen Dank für den Hinweis. Wir haben die [Werbung] sofort gestoppt.“
- Eurowings: „... für alle Werbeaktivitäten geblacklisted.“
- Kaufland: „Wird sofort geprüft. Sind dran!“
- Audi: „Wir werden den Fall prüfen und unsere Blacklist überarbeiten“

„Man muss mit Unternehmen, die mit erklärten Antisemiten paktieren, keine Geschäfte machen“, schreibt Steinhöfel.
Die Achse des Guten reagierte mit etwas mehr als 100 Antwort-Tweets und wurde dafür wegen Verstoßes gegen die „Richtlinie zu Plattformmanipulation und Spam“ gelöscht. Per einstweiliger Verfügung wurde Twitter die Löschung kurzerhand untersagt. Ende September 2023 urteilte das Landgericht Karlsruhe mit Verweis auf die Meinungs- und Pressefreiheit zugunsten der Achse des Guten.

#### #22 Lucy von den Peanuts, Dunja Hayali und das Diskriminierungsverbot
Die ZDF-Moderatorin Dunja Hayali veröffentlichte auf Facebook eine Collage von Lucy von den Peanuts und legte der Comic-Figur folgenden Ausspruch in den Mund: „Wenn diese Scheiß Pandemie einmal zu Ende ist und mich jemand zu einem Maskenball einlädt, dann hau' ich dem in die Fresse!!!“ Dieser Post blieb unbeanstandet, doch als ein Nürnberger Unternehmer das gleiche Bild mit identischem Text postete, wurde sein Beitrag gelöscht und er für 30 Tage gesperrt. Eine Klage des Unternehmers dagegen war erfolgreich, denn bereits zwei Jahre zuvor hatte das Landgericht Berlin entschieden, dass eine Plattform, die wortgleiche Posts unterschiedlich behandelt, gegen „Treu und Glauben“ und Artikel 3 des Grundgesetzes (Gleichheitsgrundsatz und Diskriminierungsverbot) verstößt. Facebook wollte vor Gericht nicht sagen, was an dem Post zu beanstanden sei und erklärte, der Nutzer könne ja auf Auskunft klagen. Eine Strafe ohne Tatvorwurf erinnert Steinhöfel an Kafkas „Der Prozess“.

#### #23 So doof ist nur die deutsche Kartoffel
In der Corona-Zeit veranlasste ein Beitrag des ZDF Steinhöfel zu folgendem Kommentar auf Facebook: „Ich habe gerade in ZDF heute gehört, dass FFP2-Masken bei Bartträgern nicht sauber abschließen. Im Sinne der Volksgesundheit verlange ich hiermit von den MinisterpräsidentInnen und der Kanzlerin eine 'Bart ab'-Verordnung zu erlassen.“ Ein Nutzer mit dem Pseudonym „Chrizzy Beck“ antwortete: „Das wird den Muslimen aber nicht gefallen. So doof ist nur die deutsche Kartoffel [lachender Smiley]“ Dieser Post wurde gelöscht und der Nutzer für sieben Tage gesperrt. Eine dagegen gerichtete Klage vor dem Landgericht München blieb erfolglos. Der Pressesenat des Oberlandesgerichts entschied hingegen im Februar 2021 in einem Eilverfahren zugunsten von Chrizzy Beck. Steinhöfel lobt die Einzelrichterin für ihre Klugheit und zitiert auf mehr als einer Buchseite Teile der Entscheidung. Die Richterin erkennt in Steinhöfels Kommentar eine ironische Kritik an den restriktiven Corona-Maßnahmen, die zu Ende gedacht unweigerlich die nächste Maßnahme nach sich ziehe. Chrizzy Becks Antwort sei nicht als Angriff auf das deutsche Volk als Ganzes zu verstehen, sondern nur auf den obrigkeitshörigen Bürger, wie er beispielsweise im Roman von Heinrich Mann „Der Untertan“ beschrieben werde.

##### Warum nur einmal verlieren, wenn man auch zweimal verlieren kann?
Da Facebook die Eilentscheidung nicht akzeptieren wollte, kam es zum Hauptsacheverfahren, in dem der Konzern erneut unterlag.

#### #24 Der antisemitische Antisemitismusbeauftragte wütet auf X (Twitter)
Dem baden-württembergischen Antisemitismusbeauftragten Michael Blume wird von Steinhöfel vorgeworfen, mit Antisemiten gemeinsame Sache zu machen und sein staatliches Twitter-Profil zu verwenden, um diese zu loben und sich bei ihnen zu bedanken. Dass dies keine Einzelmeinung ist, zeigt ein Zitat des Historikers Michael Wolffsohn:

„Blume ist ein ‚nützlicher Idiot‘ der Antisemiten.“

Der ehemalige israelische Botschafter in den USA, Michael Oren, verlangte, dass Blume wegen Verunglimpfung des britischen Generals Orde Wingate, der als „Vater“ der israelischen Streitkräfte gilt, zurücktreten sollte. Blume als „antisemitisch“ zu bezeichnen, befand das Landgericht Hamburg als zulässige Meinungsäußerung für die „hinreichende Anknüpfungstatsachen“ vorlägen. Der Regierungssprecher Baden-Württembergs befand die Einordnung Blumes durch Kritiker als antisemitisch hingegen als „niederträchtig“. Diese Äußerung („niederträchtig“) wurde vom Verwaltungsgerichtshof Baden-Württemberg durch einstweilige Anordnung wegen Unsachlichkeit verboten.

##### Baden-Württemberg begeht auf X (Twitter) Verfassungsverstöße in Serie
Der Antisemitismusbeauftragte Blume pries auf seinem X-Profil @beauftragtgg die in Abschnitt #21 erwähnten Firmen, die sich am Boykott beteiligten. Das Verwaltungsgericht Stuttgart hat dies in einer rechtskräftigen Entscheidung gegen das Land Baden-Württemberg verboten. Denn Blume habe verbotenerweise, in „die Grundrechte der Pressefreiheit (Art. 5 Abs. I Satz 2 GG) und der Berufsfreiheit (Art. 12 Abs.I GG) sowie das ... allgemeine Persönlichkeitsrecht ...“ der „Achse des Guten“ eingegriffen. Das Land Baden-Württemberg akzeptierte das Urteil, doch Blume setzte seine Angriffe auf Twitter weiter fort, was eine weitere rechtskräftige Anordnung des Verwaltungsgerichts zur Folge hatte. Steinhöfel sieht das Ansehen Baden-Württembergs durch den Antisemitismusbeauftragten und dessen mehrfachen Verfassungsbruch beschädigt und stellt Blumes Eignung für das Amt in Frage.

#### #25 Meisterwerke der niederländischen Malerei im Visier der Zensoren
Steinhöfel ist Anhänger der Malerei von Pieter Bruegel dem Älteren. Im Januar 2018 meldete sich Helga S. bei Steinhöfel. Sie hatte das berühmte Gemälde „Der Bauerntanz“ des niederländischen Künstlers auf Facebook gepostet. Das Kunsthistorische Museum in Wien, in dem das Bild ausgestellt ist, beschreibt die Szene und kommentiert: „Bruegels Sicht auf die Bauern ist weder herablassend noch humoristisch – vielmehr herrscht ein ins Ideale erhobener Realismus vor.“ Facebook löschte den Post und sperrte die Nutzerin für 30 Tage mit der Begründung: „... Wir entfernen Beiträge, die Personen basierend auf Rasse, Ethnizität, nationaler Herkunft, Religionszugehörigkeit, sexueller Orientierung, Geschlechtsidentität oder Behinderung angreifen.“ Was die Kunstkenner von Facebook in dem Werk entdeckt und beanstandet haben, erschließt sich Steinhöfel nicht.

### 2. Beschneidung von Grundrechten durch Gerichte
Verfahren gegen soziale Medien werden bei dem Gericht geführt, das für den jeweiligen Wohnort des Nutzers zuständig ist. Steinhöfel lernte daher im Laufe seiner Tätigkeit viele Gerichte und deren höchst unterschiedliche Auffassungen davon, wie wichtig die Grundrechte für die Nutzer sind, kennen.
Als positiv bewertet er die Oberlandesgerichte von Stuttgart, München, Dresden, Saarbrücken, Köln, Brandenburg, Thüringen aber auch weitere. Den Oberlandesgerichten von Bremen, Celle und Hamm wirft er dagegen eine Fehlinterpretation der Grundrechte vor.

#### Fachliche Mängel beim Oberlandesgericht Bremen

##### Das Eilverfahren - schnelle Hilfe gegen die Beschränkung der Meinungsfreiheit
Steinhöfel nennt zwei Wege, sich gegen Sanktionen der sozialen Medien zu wehren: Einstweilige Verfügung oder Klage. Eilverfahren werden oft beschleunigt behandelt. Ein Klageverfahren dauert rund ein Jahr. Geht es durch mehr als eine Instanz kann es sich auch über mehrere Jahre hinziehen. Die Zeitdauer ist von Gericht zu Gericht sehr unterschiedlich.

##### Warum Eilverfahren für den Rechtsschutz besonders bedeutend sind
Gerade bei (politischen) Postings mit hoher Aktualität hält Steinhöfel Eilverfahren für den Rechtsschutz für besonders wichtig. Fordert ein Nutzer beispielsweise den „Kopf“ eines Politikers, so ist es für ihn nicht zumutbar, wenn sein Beitrag erst nach Jahren und damit eventuell nach der nächsten Wahl wieder freigeschaltet wird. Die meisten Oberlandesgerichte lassen daher Eilverfahren zu.

##### Einige Oberlandesgerichte verweigern Eilverfahren
Würde ein gelöschter Beitrag erst nach Jahren wieder freigeklagt werden können, so wären viele Nutzer wohl nicht bereit dafür Prozess- und Kostenrisiken zu tragen. Sie würden kapitulieren und nicht mehr versuchen, ihr Recht einzuklagen, mutmaßt Steinhöfel. Und das Oberlandesgericht München, Beschluss vom 24. August 2018 – 18 W 1294/18 meint, dass „die Verweisung des Gläubigers auf die Erhebung der Hauptsacheklage praktisch einer Rechtsverweigerung gleichkäme“.

##### Das Oberlandesgericht Bremen verweigert schnellen Rechtsschutz
Der FDP-Politiker Tobias Huch war in der „Liberalen Flüchtlingshilfe“ aktiv und besuchte mehrmals Kurdengebiete im Irak. Auf Instagram veröffentlichte er ein Foto (Titel: Mein Held) eines kurdischen Peschmerga-Kämpfers zusammen mit sich selbst und dem Kriegsreporter Enno Lenze. Der Soldat kämpfte gegen den Islamischen Staat (IS) und ist mit einer Waffe der damals verbündeten Bundeswehr ausgerüstet. Instagram löschte den Beitrag, weil es darin eine Unterstützung einer Terrororganisation sah. Steinhöfel erwirkte beim Landgericht eine einstweilige Verfügung. In der Berufungsverhandlung im April 2022 erklärte der 4. Zivilsenat des Hanseatischen Oberlandesgerichts Bremen, Instagram habe „alle drei Beiträge zu Unrecht gelöscht“. Trotzdem habe der Kläger keinen Anspruch. Damit war das Eilverfahren gescheitert. Ein Gericht mit solchen fachlichen Mängeln sei indiskutabel und verdiene dafür öffentliche Aufmerksamkeit, meint Steinhöfel und veröffentlicht im Buch ein Foto des OLG Bremen auf dem die drei verantwortlichen Richter Wesemüller, Siegbert und Küchelmann abgebildet sind. Zwischenzeitlich versucht Steinhöfel, die im November 2020 gelöschten Bilder auf dem Klageweg wiederherstellen zu lassen.

#### Beim Oberlandesgericht Celle - Befangenheit, Blamagen und Rechtsverweigerung

##### Verweigerung des rechtlichen Gehörs in Celle
Der Journalist Malcolm Ohanwe twitterte am 7. Oktober 2023 zum Hamas-Massaker: „Wenn die Zunge der Palästinenser systematisch abgeschnitten wird, wie sollen sie sich mit Worten wehren?“ Steinhöfel bezeichnet Ohanwe im Buch als Antisemiten, und der Bayerische Rundfunk als auch arte beendeten die Zusammenarbeit mit ihm. Ein halbes Jahr später führte der „Sprachschaffende“, wie Steinhöfel den Journalisten süffisant betitelt, eine neue Abkürzung ein: „Anstatt BIPoC werde ich im deutschen Kontext jetzt von SOJARME-Personen reden. Das steht für Schwarze, Osteuropäische, Jüdische, asiatische Roma-Sinti und/oder Muslimische Personen.“ Alexander Prinz zu Schaumburg-Lippe antwortete auf Facebook mit einer Animation eines Revolverhelden und kommentierte sarkastisch: „Ohanwe will in den Duden. Or else ...“ Facebook löschte den Beitrag und sperrte den prominenten Prinzen für drei Wochen wegen „Gewalt oder Anstiftung zur Gewalt“. Im August 2021 verurteilte das Landgericht Bückeburg Facebook im Eilverfahren. Obwohl Facebook eingeräumt hatte, dass Löschung und Sperre nicht gerechtfertigt waren, legte es Berufung ein. Der zuständige 5. Zivilsenat des Oberlandesgerichts Celle ließ Facebook zwei Monate Zeit zur Stellungnahme, während er von Steinhöfel eine Erwiderung innerhalb von zwei Wochen verlangte. Vier Tage vor Ablauf der Frist, als die Antwort gerade fertiggestellt war, teilte das Gericht mit, dass die Berufung von Facebook Erfolg haben werde, es also auf eine Erwiderung nicht ankäme. Die Verweigerung eines rechtlichen Gehörs veranlasste Steinhöfel zu einem Befangenheitsantrag.

##### Befangenheitsantrag gegen Richter des OLG Celle
Richter, die sich weigern, eine Partei anzuhören oder deren Schriftsätze zu lesen, ignorieren in der Verfassung verbriefte Verfahrensrechte. Über Befangenheitsanträge entscheiden nicht die abgelehnten Richter selbst, sondern in der Regel eine andere Kammer oder ein anderer Senat. Hier allerdings verwarf der Senat den Antrag als „unzulässig“, machte sich also zum Richter in eigener Sache und vermied eine unabhängige Bewertung. Eine dagegen gerichtete Verfassungsbeschwerde blieb erfolglos.

##### Verfassungsbeschwerde gegen die Anordnung des Vorsitzenden Richters
Vor der für den 11. Mai 2022 angesetzten Gerichtsverhandlung teilte Steinhöfel dem OLG mit, dass er beabsichtige, ein Foto des Senats zu machen, um über den Prozess zu berichten. Mit Anordnung vom 26. April 2022 untersagte der Vorsitzende Richter Endler das Fotografieren im Sitzungssaal. Gegen diesen Beschluss legte Steinhöfel am 2. Mai 2022 Verfassungsbeschwerde ein. Das Verfassungsgericht leitete die Beschwerde dem Niedersächsischen Justizministerium zu und gab Gelegenheit zur Stellungnahme bis zum 6. Februar 2022. Am 9. Mai 2022 hob Richter Endler seine Anordnung auf. Am 18. Mai 2022 wertete das Bundesverfassungsgericht die Rücknahme der Anordnung als Eingeständnis Endlers, die Pressefreiheit verletzt zu haben, weshalb das Land Niedersachsen die Auslagen dem Beschwerdeführer zu erstatten habe. Damit war der Weg für das Ablichten des 5. Zivilsenats des OLG Celle zu Verhandlungsbeginn frei und ein im Buch abgedrucktes Foto zeigt die drei Richter Schloss, Klaas Endler und Borman. Nach diesem Erfolg für Steinhöfel ging die eigentliche Verhandlung zu Ungunsten seines Mandanten aus und die einstweilige Verfügung wurde aufgehoben.

##### Abmahnung der Präsidentin des Oberlandesgerichts Celle
Im Mai 2022 gab das OLG Celle eine Pressemitteilung zu dem Verfahren heraus, in dem die Persönlichkeitsrechte des Prinzen zu Schaumburg-Lippe durch falsche Tatsachenbehauptungen verletzt wurden. Steinhöfel mahnte daraufhin die Präsidentin und den Pressesprecher des Gerichts ab. Beide gaben die geforderte Unterlassungserklärung ab und erklärten sich bereit, die Kosten zu tragen.

### 3. Facebooks AGB: Regeln zur Nutzerdiskriminierung
Die AGB von Facebook werden auszugsweise wiedergegeben. Eine Klausel, die auf irische Gerichte verweist, hält Steinhöfel für unwirksam und rechtsmissbräuchlich. Er zitiert das OLG Köln, das hinter der Klausel den Wunsch von Facebook sieht, „sich den Folgen von Rechtsverletzungen möglichst zu entziehen“.

### 4. Faktencheck bei den Faktencheckern
„Nicht zuletzt steht die fundamentale Frage im Raum, wer in einer offenen Gesellschaft legitimerweise über wahre/richtige und falsche Meldungen entscheiden soll.“

„Faktencheck“ ist definiert als „das Überprüfen von Informationen auf ihren Wahrheitsgehalt“. Meinungen sind keine Fakten und daher für Faktenchecks nicht geeignet. Faktenchecker werden heutzutage breit eingesetzt, vom öffentlich-rechtlichen Fernsehen bis zu den sozialen Medien. Steinhöfel warnt davor, sich auf Faktenchecker zu verlassen. Diese würden sich häufig irren und er selbst habe wiederholt rechtswidrige und falsche Faktenchecks der tagesschau gerichtlich untersagen lassen. Faktenchecker hätten oft eine politische Agenda und würden sich anmaßen, wie Richter, über Richtig oder Falsch zu entscheiden.
So möchte der Faktenchecker Thomas Laschyk vom Volksverpetzer die Bevölkerung „Impfen gegen die Fake-News-Verbreiter und die dann in Quarantäne“ stecken. Das Wort „Quarantäne“ fiel tatsächlich in der „Kulturzeit“ von 3sat am 17. November 2021 und ist eine Metapher für weltanschauliche Lagerhaft, mutmaßt Steinhöfel.

#### Faktenchecker am Beispiel Correctiv - an der Schwelle zur Zensur
In den sozialen Medien werden manche Beiträge mit Warnhinweisen versehen, die folgenden Text enthalten können:

„Teilweise falsche informationen
Von unabhängigen Faktenprüfern geprüft“

Welche Folgen solch eine Markierung haben kann, schildert Correctiv auf seiner Website:
- Facebook reduziert die Reichweite von Meldungen die Correctiv als falsch eingeschätzt hat.
- Wer die „falschen“ Inhalte ansieht, dem wird der Faktencheck von Correctiv angezeigt.
- Wiederholte Veröffentlichung von falschen Inhalten kann zum Verbot von Werbung und damit zum Versiegen einer Einnahmequelle führen.

Wegen einer gut wirkenden Selbstkontrolle und „sonstiger Sachen“ könne man sich eine Überprüfung klassischer Pressemedien sparen, meinte ein Geschäftsführer von Correctiv auf die Frage des Medien-Branchendienstes Meedia bzgl. Zeit, SZ, Spiegel und BILD. Steinhöfel hingegen verweist zur Einordnung auf den Fall Relotius und die Hochstaplerin Marie Sophie Hingst hin, die beide auch für den Spiegel gearbeitet hatten. Auch die Spiegel-Geschichte um das Flüchtlingsmädchen Maria enthielt so gravierende Fehler, dass der Artikel gelöscht wurde.
Paul Schreyer vom IT-Nachrichtenportal heise.de konfrontierte im Jahr 2017 David Schraven von Correctiv mit der Frage, wie man mit politisch brisanten und umstrittenen Tatsachenbehauptungen (Beispiel: „Russland hat die US-Wahlen manipuliert“) umzugehen gedenke. Würde Correctiv hier über wahr oder unwahr entscheiden und damit die Reichweite eines Facebook-Eintrags einschränken, wäre die Schwelle zur Zensur überschritten. Schravens Antworten lassen Schreyer zu dem Schluss kommen, dass sich der Facebook-"Wahrheitsprüfer" Correctiv in Widersprüche verstricke und nicht sagen könne, nach welchen Kriterien er Fake News auf Facebook kennzeichnen wolle.

##### Die „Zertifizierung“ der Faktenchecker
Das International Fact Checking Network (IFCN) zertifiziert weltweit Faktenchecker. In Deutschland sind dies unter anderem der Voksverpetzer und Correctiv. Zertifizierte Faktenchecker müssen eigene Fehler korrigieren. Eine unabhängige Überprüfung ist jedoch nicht erforderlich. Ob ein Faktenchecker korrekte Entscheidungen trifft, entscheidet er also selbst. Der Unbefangenheitsgrundsatz Nemo iudex in sua causa (Niemand sei Richter in eigener Sache), wie er in der Zivilprozessordnung gilt, ist nicht vorgesehen. Faktenchecker fällen finale Urteile über Wahr oder Unwahr, ohne jede Verantwortung, ohne Rechenschaftspflicht, ohne neutrale Kontrolle, ohne kodifizierte Widerspruchsmöglichkeit, ohne Ombudsmann und ohne Peer Review. Der berechtigten Idee des Überprüfens von Fakten durch Dritte, verweigern sich die Faktenchecker und delegitimieren sich damit selbst.

##### Faktenchecker vor Gericht: Tichys Einblick gegen Correctiv
Faktenchecker sind ein Dorn im Auge vieler Journalisten und Nutzer der sozialen Medien. Ob und wie man diesen juristisch beikommen kann, war lange unklar. Doch im November 2019 begann ein Verfahren vor dem Landgericht Mannheim gegen Correctiv. Prozessgegner ist die Monatszeitschrift Tichys Einblick, die von Steinhöfel vertreten wird. Gegenstand des Rechtsstreits ist ein Facebook-Post der Zeitschrift, den Correctiv mit dem Label „Behauptungen teils falsch“ versehen hatte. Schraven erklärte vor Gericht, Correctiv sei gemeinnützig und vom IFCN, dem International Fact Checking Network, zertifiziert.

##### Fake News vom Faktenchecker: Correctiv trägt vor Gericht unwahr vor
Noch im April 2020 behauptete Correctiv vor Gericht, in Deutschland zertifiziert zu sein, ebenso wie die Deutsche Presse-Agentur, obwohl die eigene Zertifizierung Ende 2019 ausgelaufen war. Eine mit Millionenbeträgen geförderte Organisation, die sich anmaßt zu wissen, was richtig und was falsch ist, behauptet vor Gericht die Unwahrheit oder lügt sogar. Steinhöfel wies das Gericht auf die fehlende Zertifizierung hin. Bereits am Folgetag war Correctiv wieder zertifiziert, was Steinhöfel vermuten lässt, dass ein solcher Überprüfungsprozess wohl kaum (sorgfältig) durchgeführt worden sein kann.

##### Correctiv gewinnt in der ersten Instanz
Das Landgericht Mannheim entschied zugunsten von Correctiv. Das Urteil erregte Medieninteresse und wurde von Juristen zum Teil sehr kritisch aufgenommen.

„Den Richtern scheint ihr Schluss selbst ein bisschen kurios vorzukommen, das Landgericht installiere mit der Entscheidung kurzerhand eine Pluralismuspflicht ohne Gesetz ... Im Raum stehen nun gewichtige verfassungsrechtliche Fragen“

##### Dunja Hayali: Keine Ahnung, aber eine Meinung
Im November 2019 meinte die Journalistin Dunja Hayali auf Twitter zum Urteil, dass der Versuch von Roland Tichy die Meinungs- und Pressefreiheit zu untergraben und auszuhöhlen gescheitert sei. In einer Antwort auf Twitter warf Steinhöfel der Journalistin vor, keine Ahnung davon zu haben, worum es in dem Rechtsstreit gehe. Vier Jahre später ist sie Moderatorin beim heute-journal einer Nachrichtensendung des ÖRR, der von Gebühren lebt und diese notfalls per Zwangsvollstreckung eintreibt. Dazu erklärte Hayali auf Twitter, dass sie andere blocke, die von „Zwangsgebühr“ sprechen. Nach diesem Tweet sei nun geklärt, wer die Meinungsfreiheit aushöhle, meint Steinhöfel.

##### OLG Karlsruhe sorgt für Ernüchterung bei Correctiv
Am 27. Mai 2020 korrigierte das Oberlandesgericht Karlsruhe die Vorinstanz und stellte klar, dass ein objektiver Maßstab für die Einteilung von Meinungen in „richtig“ und „falsch“ fehle. Für den Staat und auch monopulistische Unternehmen wie Facebook gelte daher eine Neutralitätspflicht im publizistischen Wettbewerb. Correctiv hatte also eine Meinung gecheckt und keine Fakten. Der vermeintliche Faktencheck betraf eine Meinungsäußerung, die sich kritisch mit gängigen Klimawandelthesen auseinandersetze. Dies missfiel Correctiv, weshalb es den Beitrag markierte.

##### Warum dieses Urteil so wichtig ist
Unter dem Titel „Twitterstreit: Meinungsfreiheit und Faktencheck“ strahlte der Deutschlandfunk (Dlf) am 30. Mai 2020 eine Sendung aus, in der es auch um den Prozess „Tichys Einblick gegen Correctiv“ ging. Stephanie Rohde vom Dlf interviewte Till Eckert von Correctiv und gab dem Prozessverlierer die Möglichkeit die juristische Niederlage zu bagatellisieren. Eine journalistisch übliche Interviewanfrage an den Prozessgewinner gab es nicht und die erstmalige juristische Entscheidung, dass Correctiv dem Wettbewerbsrecht unterliegt, wurde nicht erwähnt. So erfuhr der Zuhörer auch nicht, dass es Correctiv künftig untersagt werden kann, Bewertungen abzugeben, wenn diese irreführend, herabwürdigend, behindernd, also wettbewerbswidrig sind. Es sei nicht das erste Mal, dass der Sender journalistisch versagt habe, meint Steinhöfel.

##### Correctiv-Chef auf neuen Pfaden
2017 setzte sich Markus Wiegand vom Mediendienst Kress kritisch mit Correctiv und seinem Gründer David Schraven auseinander und kam zu dem Schluss:

„Früher hatte ich den Eindruck, dass er ein aufrechter Kämpfer für den investigativen Journalismus in Deutschland ist. Heute habe ich den Eindruck, dass David Schraven vor allem ein aufrechter Kämpfer für seine Eigeninteressen ist und sich mit vielem, was er tut, im Widerspruch zu dem bewegt, wofür er in den Augen vieler steht: Freiheit der Presse, Fairness gegen Kollegen, Unabhängigkeit.“

Correctiv dagegen zeichnet von sich selbst ein positives Bild:

„Unsere Demokratie ist in Gefahr: Populismus, Machtmissbrauch und Korruption bedrohen unser soziales Miteinander. Wir begegnen den Herausforderungen – gemeinsam mit Ihnen.“

Im Januar 2020 konstituierte sich in Bottrop die Marktviertel Cafe UG (haftungsbeschränkt) mit den Geschäftsführern Sonja Schraven, David Schraven und Chistina Berger. David Schraven ist darüber hinaus alleiniger Geschäftsführer von „Correctiv – Verlag und Vertrieb für die Gesellschaft UG (haftungsbeschränkt)“. Dieser Verlag ist eine 100-prozentige Tochtergesellschaft von Correctiv, das eine gemeinnützige GmbH ist. Schon 2015 erhielt Correctiv über die Bundeszentrale für politische Bildung erstmals Geld vom Steuerzahler. Steinhöfel wirft dem Verlag Verstöße gegen handelsrechtliche Publizitätspflichten vor und hält die Verquickung von gemeinnützig und gewerblich für auffällig.

###### Fragwürdige Darlehen
Die gemeinnützige Correctiv gGmbH gewährt ihrer gewerblichen Tochter Darlehen in sechsstelliger Höhe. Steinhöfel hält dies für juristisch unzulässig. Spendengelder würden satzungswidrig zur gewerblichen Geschäftemacherei verwendet.

###### Satzungs- und Rechtsverstöße en masse
Die Correctiv gGmbH weist für die Jahre 2016 bis 2018 Gewinnrücklagen in jeweils sechsstelliger Höhe aus. Eine Ansparung von so erheblichen Beträgen ist nicht gestattet und könnte zur Aberkennung der Gemeinnützigkeit führen. Zusätzlich bemängelt Steinhöfel die nicht (rechtzeitig) erfolgte Offenlegung des Jahresabschlusses von 2016 der gGmbH und ihrer Tochter. Nach § 335 Handelsgesetzbuch (HGB) sind dies strafbewehrte Verstöße gegen die gesetzlichen Publizitätspflichten. Die Honorare für das Faktenchecken der Facebook-Posts fließen nicht an das gemeinnützige Correctiv, sondern an die gewerblich tätige Tochter.

„Über die Höhe der Finanzierung sagen wir nichts, da diese Arbeit und Zahlung über die gewerbliche Tochterfirma von Correctiv abgewickelt wird. Und nicht über die gemeinnützige Organisation, für die das Redaktionsstatut bindend ist.“

Correctiv gaukelt der Öffentlichkeit also vor gegen Populismus, Machtmissbrauch und Korruption zu kämpfen, während tatsächlich die gewerbliche Tochter die Arbeit macht. Als gewerbliche Gesellschaft unterliegt sie nicht dem Gemeinnützigkeitsrecht und kann auch das Gehalt ihres Geschäftsführers David Schraven nach eigenem Gutdünken festlegen.

###### Was kassiert Correctiv pro Faktencheck
Der englische Faktenchecker „Full Fact“ veröffentlichte die Empfehlung von Facebook, bei Mangel an Gegenbeweisen „TEILWEISE FALSCH“ oder „UNBELEGT“ zu verwenden. Im 1. Halbjahr 2019 erhielt er für 96 Faktenchecks 171.800 $, also gerundet 1790 $ pro Fall. Der französische Faktenchecker „Liberation“ erhielt dagegen nur rund 983 $ pro Fall. Steinhöfel vermutet, dass Correctiv eine Vergütung erhält, die sich an den englischen Sätzen orientiert. Das Kapitel schließt mit einem Screenshot eines Newsletters, den Correctiv am Morgen nach der US-Präsidentschaftswahlen 2016 verschickte. Das Bild zeigt das Konterfei von David Schraven und behauptet fehlerhafterweise, dass Donald Trump die Wahl verloren habe und dies an den Kampf „Rumble in the Jungle“ erinnere. Der Boxkampf fand in Afrika statt, was Steinhöfel an Baerbocks legendären Versprecher „Bacon of Hope“ (Speck der Hoffnung) auf ihrer Südafrikareise denken lässt.

#### Wie Facebook die Faktenchecks verteidigt
„Wir möchten eine besser informierte Gemeinschaft aufbauen und die Verbreitung von Falschmeldungen mithilfe verschiedener Methoden reduzieren, u. a. durch Folgendes:
...
Verwendung verschiedener Signale, einschließlich Feedback unserer Nutzerinnen und Nutzer, mit denen wir ein Machine Learning-System trainieren, das voraussagt, welche Meldungen falsch sein könnten ...“

Diesen Abschnitt aus der AGB von Facebook assoziiert Steinhöfel mit dem Film Minority Report. Thema ist die Präkognition von zukünftigen Verbrechen, die dadurch verhindert werden sollen, dass Unschuldige vor der vorhergesagten Ausführung eines Verbrechens verhaftet werden. Wissenschaftliche Diskussionen über Wahrsagerei werden seit dem 18. Jahrhundert nicht mehr geführt, aber möglicherweise werde diese Debatte in der Rechtswissenschaft nun wieder aufgenommen, befürchtet Steinhöfel.

#### Gericht verbietet Faktenchecks der tagesschau
Die umstrittene Amadeu Antonio Stiftung (AAS) wird über das Bundesprogramm „Demokratie leben“ des Bundesministeriums für Familie, Senioren, Frauen und Jugend mit Millionenbeträgen gefördert. Gründerin und langjährige Mitarbeiterin ist die ehemalige Stasi-Mitarbeiterin Anetta Kahane. Im Juli 2021 wurde Julian Reichelt in einem Artikel der AAS die Verwendung des Wortes „Klimadiktatur“ vorgeworfen und dies durch ein angebliches Zitat belegt. Das Landgericht Hamburg verbot dem steuersubventionierten Konstrukt das falsche Zitat. Nur wenige Tage später erschien dasselbe falsche Zitat in der Wiener Tageszeitung Der Standard. Die Zeitung gab eine Unterlassungserklärung ab. Noch ein wenig später veröffentlichte auch der „Faktenfinder“ der tagesschau das erfundene Zitat, war aber nicht bereit, eine Unterlassungserklärung abzugeben. So handelte sich die tagesschau ein rechtskräftiges Verbot des Landgerichts Hamburg ein, das den durch eine „Demokratieabgabe“ finanzierten Sender deutlich teurer zu stehen kam. Dies war nicht der erste Titel, den Steinhöfel gegen die Faktenfinder der Nachrichtensendung erwirkte.

#### NewsGuard – Protagonisten des staatlich-industriellen Zensurkomplexes
Das Unternehmen Newsguard bietet laut Eigenwerbung „Vertrauensbewertung“ von Nachrichten an. Das in den USA ansässige Unternehmen wurde zumindest zeitweise von der US-Regierung finanziert. Der größte Anteilseigner ist der international tätige Marketingkonzern Publicis Groupe, der besonders in den USA für bedeutende Pharmaunternehmen tätig ist.

##### NewsGuards strukturelle Korruption
Eine 68-seitige Anklageschrift des Generalstaatsanwalts von Massachusetts wirft Publicis vor, aus Profitinteressen mit Marketingkampagnen für das stark süchtig machende Schmerzmittel Oxycontin (ein Opioid) Hunderttausende Menschen in die Drogenabhängigkeit getrieben zu haben. Die juristische Aufarbeitung der Opioidkrise führte bereits zu einer Multimillionen-Dollar-Strafe gegen den US-Hersteller wegen Verschleierung des Suchtpotentials.
In einem Bericht wird die Präsidentin von Publicis Health Media wie folgt zitiert: „Fehlinformationen im Gesundheitswesen entscheiden heute über Leben und Tod. ... Die Möglichkeit die Tools von NewsGuard zu nutzen, war entscheidend, um sicherzustellen, dass die Verbraucher COVID-19 besser verstehen und zuverlässige Gesundheitsinformationen finden, wenn sie online surfen.“
Ein wegen beschönigender Werbeaussagen über ein süchtigmachendes Medikament angeklagter Marketingkonzern maßt sich also an, die Zuverlässigkeit von Gesundheitsinformationen zu beurteilen. Das Medienportal „heise“ spricht denn auch von einer „dubiosen Firma“ und der US-amerikanische Bestsellerautor Michael Shellenberger sagte in einem Interview mit der WELT: „Ich betrachte diese Zensoren als die gefährlichsten Menschen in Amerika“.

##### NewsGuard gegen Achgut Media
Im April 2023 mahnte NewsGuard die AchGut Media GmbH wegen eines dort von Steinhöfel veröffentlichten Artikels ab:

„In diesem Artikel heißt es über NewsGuard unter Bezugnahme auf die damals bevorstehende mündliche Verhandlung vor dem Landgericht Karlsruhe im Verfahren 13 0 6/23 KfH zwischen der AchGut Media GmbH und unserer Mandantin:
- Denn jetzt greifen CIA, NSA und die großen Pharmaunternehmen die »Achse« an.
- NewsGuard ist ein Handlanger von Big Pharma und will in deren Interesse und Auftrag Stimmen, die sich in der Pandemie kritisch äußerten, mundtot machen.“

In der Unterlassungsaufforderung wurde lediglich die Formulierung „Handlanger von Big Pharma“ im letzten Punkt beanstandet. Da NewsGuard jedoch keine gerichtlichen Schritte einleitete, erhob Steinhöfel vor dem Landgericht Hamburg Feststellungsklage, um gerichtlich bestätigen zu lassen, dass es sich um eine zulässige Meinungsäußerung handelt. NewsGuard, so Steinhöfel, versuche mit finanzieller Unterstützung der US-Regierung herauszufinden, wer dem Regierungsnarrativ widerspreche, und versuche abweichenden Meinungen die Aufmerksamkeit zu entziehen oder sie an den Pranger zu stellen.

##### NewsGuard – in Deutschland ein Phantom
Auch in Deutschland attackiert NewsGuard der Pharmalobby missliebige Medien. Laut Impressum ist NewsGuard in Limburg an der Lahn registriert, hat eine Berliner Postanschrift und als einzigen telefonischen Kontakt eine New Yorker Nummer. Auf Nachfrage vor Gericht erklärte Frau Schmid für NewsGuard, sie sei bei der Muttergesellschaft in Irland angestellt und an die deutsche Gesellschaft „ausgeliehen“. NewsGuard habe keine Büros in Deutschland, und unter der Berliner Adresse befinde sich eine Kanzlei, die die Post an den Hauptsitz in New York weiterleite.
In Deutschland hat NewsGuard keinerlei vollstreckbare Vermögenswerte und keine eigenen Mitarbeiter, sondern laut eigener Website nur zwei freie Mitarbeiterinnen. Für Steinhöfel ein starkes Indiz dafür, dass NewsGuard in Deutschland als reine Briefkastenfirma agiert.

### 5. Koordinierte Zensur von Regierungen und Social Media
„Eine Zensur findet nicht statt“, heißt es in Artikel 5 des Grundgesetzes (Art. 5 GG). Die Grundrechte richten sich in erster Linie an den Staat. Daher ist es sehr praktisch, wenn der Staat die Zensur missliebiger Meinungen mit Hilfe des Netzwerkdurchsetzungsgesetz (NetzDG) outsourcen kann. Dieses Gesetz hält nicht nur Steinhöfel für verfassungswidrig, sondern auch andere Rechtsexperten hatten verfassungsrechtliche Bedenken. So meinte einer: „Facebook wird gedrängt, Richter über die Meinungsfreiheit zu sein, ohne dass dies rechtsstaatlich begleitet wird. Das Gesetz bedroht die Meinungs- und Pressefreiheit.“ Ihre Haltung zur Meinungsfreiheit brachte Kanzlerin Merkel in der Generaldebatte 2019 des Bundestages zum Ausdruck: „Es gibt keine Meinungsfreiheit zum Nulltarif.“ Die Meinungsfreiheit kenne Grenzen. Und die „beginnen da, wo gehetzt wird, da wo Hass verbreitet wird ... und dagegen müssen wir uns stellen in diesem Hause.“ Für diese schwammigen Floskeln von „Hass und Hetze“ gab es Applaus von Union und SPD. Mit diesen Phrasen werden unter dem Deckmantel einer überlegenen Moral schwerwiegende Eingriffe in die Meinungsfreiheit gerechtfertigt. Ein Wendepunkt in Deutschland war Merkels Asylpolitik. Einfache Bürger äußerten massive Kritik daran im Internet. Früher war die öffentliche Meinungsäußerung nur den (politischen) Eliten vorbehalten, doch mit dem Aufkommen der sozialen Medien begann eine Art der Demokratisierung, in der jeder Bürger zur Meinungsbildung beitragen konnte. Die Meinungshoheit des Establishments löst sich auf. Das gefiel Merkel ganz und gar nicht, und als sie im September 2015 Mark Zuckerberg in New York traf, forderte sie ihn auf, etwas gegen die auf Facebook tobende Kritik an ihrer Migrationspolitik zu unternehmen. Als das nichts half, wurden im Kanzleramt repressive Maßnahmen gegen diesen Kontrollverlust ersonnen.

#### Zensurmaßnahmen dürften nicht an private Subunternehmer ausgelagert werden
Mit dem 1. Rundfunk-Urteil vereitelte das Verfassungsgericht 1961 Adenauers Pläne ein „Staatsfernsehen“ einzurichten, mit der Begründung, „dass dieses moderne Instrument der Meinungsbildung [das Fernsehen] weder dem Staat noch einer gesellschaftlichen Gruppe ausgeliefert“ werden darf. 60 Jahre später attackierte Merkels Justizminister Heiko Maas (SPD) mit dem Netzwerkdurchsetzungsgesetz die Meinungsfreiheit in den sozialen Medien. Bekanntlich werden auf Facebook, das 40 Millionen Menschen in Deutschland nutzen, auch zulässige Widerworte der Bürger gegen die angebliche Alternativlosigkeit der Merkel-Regierung massenhaft gelöscht. „Zensurmaßnahmen dürften nicht an private Subunternehmer ausgelagert werden“, schrieb der Sonderbeauftragte der UN für Meinungsfreiheit David Kaye am 1. Juni 2017 an die Bundesregierung.

##### Massiver Meinungsdruck in Corona-Zeiten
Im April 2021, ein Jahr nach Beginn der Corona-Maßnahmen, erschienen unter dem Motto #allesdichtmachen auf YouTube 50 Kurzfilme. Prominente Schauspieler, wie zum Beispiel Jan Josef Liefers, bekannt aus dem Münsteraner Tatort oder sein Kollege Ulrich Tukur, bekannt aus dem Stasi-Film „Das Leben der Anderen“, kritisierten die Corona-Politik und die Diskussionskultur im Land. Die heftigen Reaktionen auf die kritischen Schauspieler-Spots zeigten jedoch in entlarvender Deutlichkeit wie es um die Meinungsfreiheit bestellt ist. So forderte Garrelt Duin öffentlich die Entlassung der beiden Schauspieler. Diese Entgleisung hatte für den Rundfunkrat keine Konsequenzen und zeigt welches Selbstverständnis in den Aufsichtsgremien von Sendern herrscht, die eigentlich „staatsfern“ sein müssen.
In der Corona-Krise traf sich Frau Merkel klandestin mit Intendanten des ÖRR und anderen Chefredakteuren. Am 2. Juni 2020 bestellten das Bundesinnenministerium und das Bundespresseamt Google und Facebook zum vertraulichen Gespräch mit dem Thema: „Die Corona-Pandemie und die in diesem Kontext zu beobachtende Verbreitung von Fehl-, Falsch- und Desinformationen“ Eine unvorstellbare Anzahl von Beiträgen (selbst von renommierten Wissenschaftlern) wurde in den sozialen Medien gelöscht. Es fand eine beispiellose Gleichschaltung und ein ungeheurer Konformitätsdruck statt.
In den USA geriet die Biden-Regierung bzgl. der Einflussnahme auf die Meinungsfreiheit unter juristischen Druck. Geklagt hatten neben dem Staat Missouri auch zahlreiche Wissenschaftler wie z. B. der Epidemiologe Jay Bhattacharya (seit März 2025 Direktor der National Institutes of Health) und am 4. Juli 2023 erließ ein Gericht in Louisiana eine einstweilige Verfügung gegen das Weiße Haus und Mitarbeiter von Facebook, Twitter und YouTube. Das Gericht begründete seine Entscheidung auf 150 Seiten mit Sätzen wie: „Die Kläger werden wahrscheinlich in der Sache erfolgreich sein, nachzuweisen, dass die Regierung ihre Macht dazu genutzt hat, die Opposition zum Schweigen zu bringen.“ Ein Berufungsgericht bestätigte im September 2023 die von der ersten Instanz verhängten Kontaktverbote zwischen dem Weißen Haus und den sozialen Netzwerken.

##### Coda
Die mögliche Konfrontation mit beunruhigenden Meinungen ..., gehört zum freiheitlichen Staat.
Das Netzwerkdurchsetzungsgesetz, das von der großen Mehrheit der Juristen als eindeutig verfassungswidrig erachtet wird, diente als Vorlage für den Digital Services Act (DSA). Der DSA ist eine „gesetzgeberische Zensurmaschine“ des EWR mit dem Ziel die Verbreitung von Desinformationen und illegalen Inhalten auf digitalen Plattformen zu verhindern. So kann ein europäisches Land beispielsweise durchsetzen, dass Inhalte, die lediglich in seinem Geltungsbereich rechtswidrig sind, europaweit gelöscht werden.
„Organisierte Denunziation ist ein Mittel von Diktaturen“, erklärte 2018 die damalige Bundesjustizministerin Katarina Barley (SPD). Nur wenige Jahre später wurde unter Justizminister Buschmann das „Hinweisgeberschutzgesetz“ erlassen, welches Firmen verpflichtet, Meldestellen einzurichten. Der langjährige Direktor der Gedenkstätte Berlin-Hohenschönhausen, Hubertus Knabe, der mit Stasi-Methoden vertraut ist, äußerte sich dazu in einem Artikel in der „WELT“ und gab zu bedenken, dass es von der Meldung bis zur Denunziation oftmals nur ein kleiner Schritt sei.
Auf diese Weise entsteht ein neuer, riesiger Ermittlungsapparat. Um es mit Aldous Huxley zu sagen: Schöne neue Welt!

### Anhang
Vollständiger Abdruck eines Videokommentars von Henryk M. Broder. Das Video wurde erstmals im September 2020 veröffentlicht und trägt den Titel „Broders Spiegel: Konsequenter Antifaschismus“. Der Streit um das Video wird im ersten Kapitel unter #5 geschildert.

## Rezension
Obwohl das Buch auf der Spiegel-Bestsellerliste den ersten Platz erreichte und viele bekannte Medien immer wieder über Steinhöfel und seine anwaltlichen Tätigkeiten berichten, ist bei diesen keine Rezension erschienen. Eine sehr ausführliche Besprechung des Buches schrieb Helge Buttkereit für das Online-Magazin Multipolar. Angereichert wird die Rezension durch den Abschnitt „Exkurs in die Zensurgeschichte“. Buttkereit verortet Steinhöfel im liberal-konservativen Spektrum und weist darauf hin, dass seine anwaltliche Tätigkeiten und die Beispiele in seinem Buch sich zumeist auf Fälle beschränken, die seiner politischen Einstellung entsprechen. Beispiele von Einschränkungen der Meinungsfreiheit beispielsweise pro-palästinensischer Stimmen sind in seinem Buch nicht zu finden. Trotzdem zieht Buttkereit ein positives Fazit über das Buch:

„Es ist gut lesbar – trotz einiger Versäumnisse des Lektorats, das unnötige Wiederholungen ebenso durchgehen ließ wie unterschiedliche Zitierweisen. Dass Steinhöfel zuweilen zur Polemik neigt und von sich selbst überzeugt ist, ist sein Markenzeichen. Wenn man das hinnimmt oder einfach ignoriert, bietet das Buch einigen Erkenntnisgewinn und beleuchtet auf populäre Weise einen Bereich der zeitgenössischen Zensur, der große Ausmaße angenommen hat. Der Anwalt Steinhöfel hat bewiesen: Gegen die Konzerne und ihre internationalen Großkanzleien können Verfahren gewonnen werden. Immer wieder.“

## Sonstiges
Es gab mehrere erfolglose juristische Versuche aus dem Umfeld von Correctiv, das Erscheinen des Buches zu verhindern. Sonja Schraven reichte Klage wegen der Nennung eines falschen Geburtsortes (Bottrop) ein. Seit der fünften Auflage des Buches ist dies geändert.

## Ausgaben
- Die digitale Bevormundung. Sachbuch (Taschenbuch). FinanzBuch Verlag, München 2024, ISBN 978-3-95972-570-5 (224 S.).
- Die digitale Bevormundung. Sachbuch (E-Book). FinanzBuch Verlag, München 2024, ISBN 978-3-9860908-3-8 (224 S.).
- Die digitale Bevormundung. Sachbuch (PDF). FinanzBuch Verlag, München 2024, ISBN 978-3-9860908-2-1 (224 S.).

## Zitierte Ausgabe
Joachim Steinhöfel: Die digitale Bevormundung. Sachbuch. Taschenbuch, München FinanzBuch Verlag, 2024, ISBN 978-3-95972-570-5.
1. ↑  S. 3–4.
2. ↑  S. 5–6.
3. ↑  S. 8.
4. ↑  S. 9.
5. ↑  S. 13.
6. ↑  S. 27–125.
7. ↑  S. 27–29.
8. ↑  S. 30–31.
9. ↑  S. 32–33.
10. ↑  S. 34–36.
11. ↑  S. 36–38.
12. ↑  S. 39–43.
13. ↑  S. 43–45.
14. ↑  S. 46–47.
15. ↑  S. 47–48.
16. ↑  S. 49–50.
17. ↑  S. 50–53.
18. ↑  S. 53–56.
19. ↑  S. 56.
20. ↑  S. 57–58.
21. ↑  S. 58–59.
22. ↑  S. 59–61.
23. ↑  S. 61–66.
24. ↑  S. 67.
25. ↑  S. 68–70.
26. ↑  S. 70–72.
27. ↑  S. 72–76.
28. ↑  S. 76–80.
29. ↑  S. 81.
30. ↑  S. 95–97.
31. ↑  S. 98.
32. ↑  S. 98–99.
33. ↑  S. 99–106.
34. ↑  S. 106–107.
35. ↑  S. 107–111.
36. ↑  S. 112–115.
37. ↑  S. 116–117.
38. ↑  S. 118–120.
39. ↑  S. 121.
40. ↑  S. 121–122.
41. ↑  S. 123–124.
42. ↑  S. 124–125.
43. ↑  S. 126–127.
44. ↑  S. 127.
45. ↑  S. 127–129.
46. ↑  S. 129–130.
47. ↑  S. 130–135.
48. ↑  S. 136–143.
49. ↑  S. 143–146.
50. ↑  S. 141.
51. ↑  S. 146–151.
52. ↑  S. 151–152.
53. ↑  S. 154.
54. ↑  S. 154–157.
55. ↑  S. 157.
56. ↑  S. 159–160.
57. ↑  S. 160–165.
58. ↑  S. 166–168.
59. ↑  S. 168–169.
60. ↑  S. 169–170.
61. ↑  S. 171.
62. ↑  S. 172–175.
63. ↑  S. 175–177.
64. ↑  S. 177–179.
65. ↑  S. 179–181.
66. ↑  S. 181–182.
67. ↑  S. 182–185.
68. ↑  S. 185–187.
69. ↑  S. 187–191.
70. ↑  S. 191–192.
71. ↑  S. 192–194.
72. ↑  S. 195–197.
73. ↑  S. 197–200.
74. ↑  S. 201–203.
75. ↑  S. 204–207.
76. ↑  S. 207.
77. ↑  S. 207–208.
78. ↑  S. 209–210.
79. ↑  S. 210–212.
80. ↑  S. 212–213.
81. ↑  S. 214–216.
82. ↑  S. 218.
83. ↑  S. 219.
84. ↑  S. 220–221.
85. ↑  S. 222–223.